# San Teodoro (Sicília)
San Teodoro é uma comuna italiana da região da Sicília, província de Messina, com cerca de 1578 habitantes. Estende-se por uma área de 14 km², tendo uma densidade populacional de 113 hab/km². Faz fronteira com Cesarò, Troina (EN).

## Demografia
| Variação demográfica do município entre 1861 e 2011                               |
|                                                                                   |
| Fonte: Istituto Nazionale di Statistica (ISTAT) - Elaboração gráfica da Wikipedia |